# Табери
Табери (на шведски: Taberg) е град в южна Швеция, лен Йоншьопинг, община Йоншьопинг. Разположен е на 13 km от западния бряг на езерото Ветерн. Намира се на около 300 km на югозапад от столицата Стокхолм и на 13 km на юг от Йоншьопинг. Има жп гара. Населението на града е 4538 жители, по приблизителна оценка от декември 2017 г.